# Кологрив
Кологри́в — город (с 1778) в Костромской области России, административный центр Кологривского района и городского поселения город Кологрив.
Население — 2468 человек (2021)
Город расположен на северо-востоке Костромской области, вдоль левого притока Волги реки Унжи. Расстояние от Кологрива до Костромы — 380 км, до Москвы — 640 км.
Входил в Перечень исторических городов России 2002 года, в новом Списке 2010 года отсутствует. В ноябре 2019 года включён в перечень исторических поселений регионального значения, утверждённый Костромской областной Думой.

## История

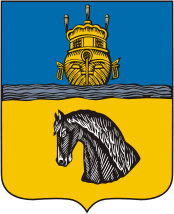
Герб (1779)

Первыми жителями приунженских земель были финно-угорские племена меря. Именно от них достались в «наследство» многие топонимы — Унжа, Пеженга, Ужуга, Марханга и другие. С XI—XII веков берега Унжи стали заселять славяне, постепенно ассимилировавшие аборигенов.
Точная дата возникновения Кологрива неизвестна. Время возникновения поселения является наиболее дискуссионным вопросом, выяснение которого осложняется к тому же отсутствием в краеведческих трудах научно-справочного аппарата, с одной стороны, и различными вариациями на тему самого названия поселения с другой. Село Михаил Архангел, Малый Архангел, Малый Архангельск, Ново-Архангельск, Кологрив, Окологривье, Старый Кологрив, Кичино — это далеко не полный список топонимических названий, имеющих непосредственное отношение к ранней истории города. Наиболее ранние датировки (от 1444 года и до XVI столетия) носят предположительный характер, топоним Кологрив встречается лишь в источниках XVII века.
Не решён в истории Кологрива и верхней Унжи вопрос о соотношении известного по письменным источникам Шишкилёва и Кологрива. В 2017 году разведочными работами в верховьях Унжи Костромской археологической экспедиции при поддержке Костромского отделения РГО были выявлены археологические объекты, сопоставимые с затерянным Шишкилёвом и старым Кологривом. Однако окончательное увязывание исторических городов с конкретными памятниками археологии из числа выявленных требует более масштабных исследований.
В XVII веке Кологрив утратил своё значение как крепость и пришёл в запустение. В связи с этим в 1727 г. кологривский воевода Иван Рогозин перенёс город на новое место, на 40 км ниже по течению реки — в село Кичино.
В 1778 году село Кичино было переименовано в уездный город Кологрив, который стал центром обширного уезда. В 1779 г. Кологриву был пожалован герб, представляющий собой щит, в золотом поле которого — чёрная отвлечённая конская голова.
На карте Костромского наместничества 1792 года на реке Унжа изображено два Кологрива. Южный, соответствующий современному, выделен жирным шрифтом, северный обозначен курсивом.
Постепенно город, получивший регулярный план застройки, приобретал черты административного и торгового центра. Застраивался общественными зданиями, купеческими особняками, лавками и церквями. Последних в Кологриве было четыре: Воскресенская церковь (построена в 1777 г.), Успенский Собор (1807 г.), Кладбищенская во имя всех Святых (1840 г.) и храм Спаса Нерукотворного (1911 г.).
Ревизские сказки 10 ревизии за 1858 год, хранящиеся в ГАКО фонд 200-13-21, говорят о пополнении мещанского сословия города причислением освобожденных кантонистов.
Город имел военную историю. Из Дневника Ивана Ивановича Церена, местного аптекаря, директора уездного банка, основоположника Кологривского краеведения: «1878 год 6 ноября. Турки ушли из Кологрива (этих пленных привели в город в 1877 г.)».
Сообщение с губернским центром в середине XIX века осуществлялось по Унже — ходили пароходы, и по земле — по дороге Кологрив, Парфентьев, Галич, Кострома. К началу 1880-х город уже соединен в общую телеграфную сеть Министерства почт и телеграфов Российской империи.
В XIX—XX веках Кологрив славился как город учебных заведений. Здесь действовали уездное и приходское училища, женская и мужская гимназии, церковно-приходские школы. В 1892 году на средства, завещанные Ф. В. Чижовым, возле Кологрива открылось сельскохозяйственное техническое училище имени Ф. В. Чижова. В советские годы, помимо общеобразовательных школ, были зоотехникум, педагогическое и медицинское училища, школа—интернат и межрайонная школа глухонемых.
Население Кологривского уезда в подавляющем большинстве было крестьянским. Помимо традиционных земледелия и животноводства, крестьяне активно занимались различными промыслами. Наиболее распространённым был лесной промысел: зимой рубили лес, а весной сплавляли его по Унже в Волгу. Соответственно богатейшими людьми уезда были лесопромышленники. Пик лесопромышленного бума пришёлся на начало XX века. В январе 1918 г. в Кологриве была установлена советская власть. Советский период — это прежде всего история колхозов и леспромхоза, главного предприятия района.
В годы Великой Отечественной войны тысячи кологривчан защищали Родину на фронте, оставшиеся в тылу, не жалея сил, приближали победу в колхозах и на лесозаготовках. Шестеро кологривчан стали Героями Советского Союза, ещё один стал кавалером ордена Славы трёх степеней.

## Климат
Климат умеренно континентальный, с недолгим летом и холодной зимой.
| Показатель                    | Янв.  | Фев.  | Март  | Апр.  | Май  | Июнь | Июль | Авг. | Сен.  | Окт.  | Нояб. | Дек.  | Год   |
| ----------------------------- | ----- | ----- | ----- | ----- | ---- | ---- | ---- | ---- | ----- | ----- | ----- | ----- | ----- |
| Абсолютный максимум, °C       | 11,3  | 9,9   | 16,6  | 27,5  | 31,6 | 35   | 35,6 | 36,3 | 29,8  | 23,1  | 10,7  | 7,5   | 36,3  |
| Средний суточный максимум, °C | −8,3  | −6,5  | 0,4   | 8,9   | 17   | 21,3 | 23,8 | 20,4 | 14    | 5,8   | −1,9  | −6,4  | 7,5   |
| Средняя температура, °C       | −11,9 | −10,8 | −4,5  | 3,2   | 10,3 | 15,1 | 17,6 | 14,6 | 9,0   | 2,6   | −4,4  | −9,2  | 2,8   |
| Средний суточный минимум, °C  | −15,6 | −14,9 | −9,2  | −1,8  | 4,1  | 9    | 11,8 | 9,3  | 5,1   | −0,1  | −6,9  | −12,3 | −1,7  |
| Абсолютный минимум, °C        | −46,3 | −43   | −36,4 | −25,9 | −9,1 | −3,2 | 1    | −3,5 | −10,1 | −20,6 | −36   | −49,8 | −49,8 |
| Норма осадков, мм             | 37    | 29    | 28    | 32    | 51   | 74   | 74   | 70   | 55    | 57    | 43    | 44    | 594   |
| Источник: climatebase.ru      |       |       |       |       |      |      |      |      |       |       |       |       |       |

| Показатель                   | Янв.  | Фев.  | Март | Апр. | Май  | Июнь | Июль | Авг. | Сен. | Окт. | Нояб. | Дек. | Год |
| ---------------------------- | ----- | ----- | ---- | ---- | ---- | ---- | ---- | ---- | ---- | ---- | ----- | ---- | --- |
| Средняя температура, °C      | −11,5 | −10,3 | −4   | 3,5  | 10,4 | 15,2 | 17,7 | 14,6 | 9    | 2,9  | −4,5  | −9,2 | 2,8 |
| Норма осадков, мм            | 39    | 30    | 30   | 32   | 42   | 77   | 71   | 70   | 52   | 55   | 42    | 44   | 584 |
| Источник: ФГБУ «ВНИИГМИ МЦД» |       |       |      |      |      |      |      |      |      |      |       |      |     |

## Население
| 1856  | 1897  | 1913  | 1926  | 1931  | 1939  | 1959  | 1970  | 1979  |
| ----- | ----- | ----- | ----- | ----- | ----- | ----- | ----- | ----- |
| 1300  | ↗2600 | ↗2900 | ↗3100 | →3100 | ↗4000 | ↗4568 | ↗4599 | ↘4296 |
| 1989  | 1992  | 1996  | 1998  | 2000  | 2001  | 2002  | 2003  | 2005  |
| ↗4306 | ↘4100 | →4100 | ↘4000 | →4000 | ↘3900 | ↘3700 | →3700 | ↘3500 |
| 2006  | 2007  | 2008  | 2009  | 2010  | 2011  | 2012  | 2013  | 2014  |
| →3500 | →3500 | ↘3419 | ↘3403 | ↘3314 | ↘3300 | ↘3286 | ↘3240 | ↘3147 |
| 2015  | 2016  | 2017  | 2018  | 2019  | 2020  | 2021  |       |       |
| ↘3080 | ↘3067 | ↘3032 | ↘2955 | ↘2935 | ↘2882 | ↘2468 |       |       |

На 1 января 2025 года по численности населения город находился на 1114-м месте из 1124 городов Российской Федерации.
По данным РАМН, Кологрив отличается ярко выделяющимся пиком «украинских» (украинских или белорусских) фамилий по сравнению с соседними городами.

### Национальный состав
По итогам переписи населения 2020 года проживали следующие национальности (национальности менее 0,1 % и другое, см. в сноске к строке «Другие»):
| Национальность | Численность, чел. | Доля     |
| -------------- | ----------------- | -------- |
| Русские        | 2376              | 96,27 %  |
| Армяне         | 10                | 0,41 %   |
| Молдаване      | 6                 | 0,24 %   |
| Украинцы       | 5                 | 0,20 %   |
| Татары         | 3                 | 0,12 %   |
| Башкиры        | 3                 | 0,12 %   |
| Другие         | 65                | 2,64 %   |
| Итого          | 2468              | 100,00 % |

## Экономика
Экономика города в основном держится на лесных угодьях района. В черте города находятся преимущественно предприятия лесной и деревообрабатывающей промышленности: леспромхоз, лесхоз, пилорамы (в основном частных предпринимателей). Также в городе много небольших продовольственных магазинов, супермаркет «Пятёрочка», одно предприятие общественного питания — кафе «Огонёк».

## Культура и образование
В городе работают: Дом культуры, центральная библиотечная система, средняя школа, школа искусств, музей, центр народного творчества и туризма «Горница». В стенах Дома культуры играет Кологривский народный театр.

## Достопримечательности

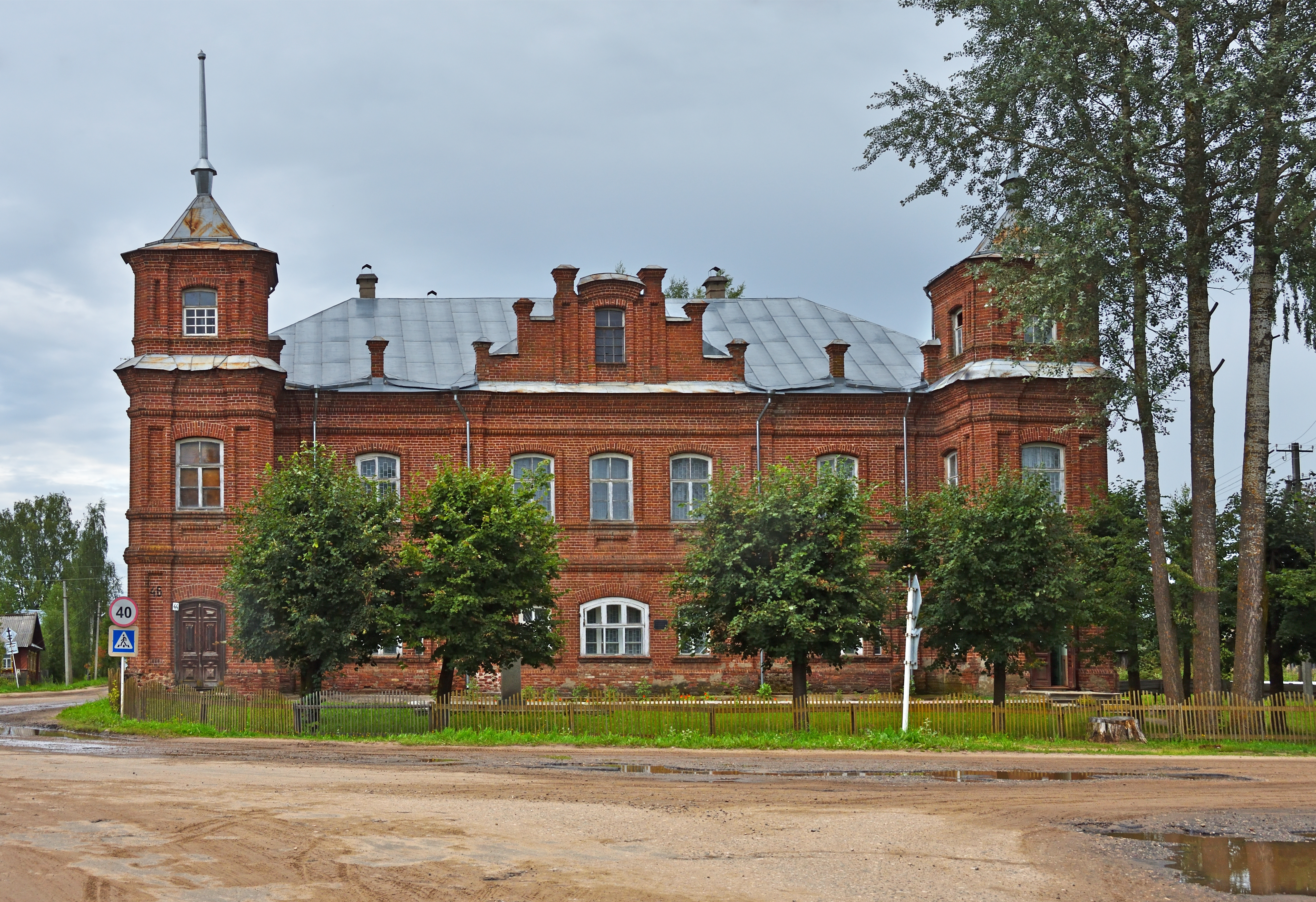
Кологривский краеведческий музей

- Кологривский краеведческий музей имени Г. А. Ладыженского. Находится в старинном купеческом особняке, который называют «вокзалом без железной дороги». Основан музей кологривчанином, академиком живописи, «королём акварели» Г. А. Ладыженским. В музее представлены экспозиции по истории и природе края. В художественном отделе можно увидеть картины русских художников: И. Н. Крамского, Шишкина, Брюллова, П. А. Федотова, Т. Г. Шевченко, В. Л. Боровиковского и других, а также западноевропейскую живопись XVI—XIX веков; большое внимание уделено творчеству двух знаменитых кологривских художников — Г. А. Ладыженского и Е. В. Честнякова. В музее имеются коллекции оружия, этнографических вещей, старопечатных и рукописных книг.
- Заповедник «Кологривский лес». Его площадь — около 60 тысяч га, а главная ценность — первозданный еловый лес, никогда не подвергавшийся антропогенному воздействию и лесным пожарам. Богатые фауна и флора заповедника представлены сотнями видов редких растений и животных.
- Деревня Шаблово. Это родина Ефима Честнякова — крестьянского художника, мыслителя, поэта. В доме-музее Е. В. Честнякова можно ознакомиться с его жизнью и творчеством, увидеть подлинные вещи, картины, рисунки и скульптуры художника. Также в деревне находится родник — «Ефимов ключик».
- Гусиный заказник «Кологривская пойма». Расположен в черте города. Благодаря ему с недавнего времени Кологрив называют Гусиной столицей России. Каждую весну здесь останавливаются на отдых десятки тысяч диких гусей, совершающих перелёт из Европы в Арктику. Перелётные гуси находятся на территории гусиного заказника «Кологривская пойма» с апреля до конца мая. В мае 2005 года в городе состоялся первый «Гусиный праздник». С тех пор он стал традиционным.[32]
- Чижовский комплекс в посёлке Екимцево, где с конца XIX века располагалось сельскохозяйственное училище имени Ф. В. Чижова (в советские годы — зоотехникум, закрыт в 1986 году). Кологривский комплекс был идеальной усадьбой, предназначенной для использования всех природных богатств северного края. Здесь действовали: льнозавод с полным циклом производства; предприятие по переработке молочных продуктов; кожевенный завод по обработке кож; сыроваренный завод; кирпичный завод; химическая лаборатория и технические мастерские; опытные поля, огороды, образцовая пасека и оранжерея, в которой выращивали даже виноград и цитрусовые; паровая мельница; метеостанция. Внушительное двухэтажное здание на полуподвалах богато декорировано лицевой кирпичной кладкой. Большие стрельчатые окна и другие архитектурные детали делают его похожим на готический средневековый замок[33].

## СМИ

### Телевидение
Костромской филиал ФГУП «РТРС» обеспечивает на территории города приём первого (34 ТВК) и второго (35 ТВК) мультиплексов цифрового эфирного телевидения России.
Областной телеканал «Русь» вещает в аналоговом режиме на 30 ТВК.

### Радио
- 68,66	МГц Радио России / ГТРК Кострома
- 100,0	МГц Радио России / ГТРК Кострома

### Пресса
Общественно-политическая газета «Кологривский край».

## Города-побратимы
- Сморгонь, Республика Беларусь